# Protocobitis
Protocobitis é um género de peixe actinopterígeo da família Cobitidae.
Este género contém as seguintes espécies:
- Protocobitis anteroventris J. H. Lan, 2013[2]
- Protocobitis polylepis Y. Zhu, Y. J. Lu, J. X. Yang & S. Zhang, 2008
- Protocobitis typhlops J. X. Yang & Y. R. Chen, 1993